# Famille von Osten-Sacken
La famille von Osten-Sacken ou von der Osten-Sacken est une famille issue d'une branche de la famille von der Osten, famille de la noblesse de Poméranie, descendant de la noblesse de Basse-Saxe. Cette branche s'est installée en Livonie au XVe siècle, puis elle s'est illustrée dans l'Empire russe.

## Historique
Les Osten-Sacken occupent de hautes fonctions en Courlande au XVIe siècle et au XVIIe siècle. Certains se mettent au service du royaume de Pologne, du royaume de Suède et du royaume du Danemark. Lorsque la région entre dans l'Empire russe au début du XVIIIe siècle, ils s'attachent au service de l'empereur. Cette famille est immatriculée dans les registres de la noblesse des trois provinces baltes : le gouvernement de Livonie, le gouvernement d'Estland et le gouvernement de Courlande, ainsi que dans l'assemblée de la noblesse de l'île d'Ösel. Elle est aussi inscrite dans la noblesse du gouvernement d'Orel dans le Ve chapitre du livre de la noblesse. Ses membres sont barons, comtes ou princes.

## Personnalités

### Von der Osten
- Aegidius Christoph von der Osten (de) (1661–1741), administrateur de l'arrondissement de Neustettin
- Albert von der Osten (1811–1887), général prussien
- Alexander von der Osten (de) (1839–1898), député du Reichstag
- Alexander Friedrich von der Osten (de) (1668–1736), ministre prussien
- August von der Osten (de) (1855-1895), administrateur de l'arrondissement de Regenwalde (de)
- Carl Curt von der Osten (de) (1672–1724), administrateur de l'arrondissement d'Osten (de)
- Carl Friedrich von der Osten (de) (1795-1878), général russe
- Casimir Gerhard von der Osten (de) (1708–1773), administrateur de l'arrondissement de Neustettin
- Christian Friedrich von der Osten (de) (1740-1819), général prussien
- Christoph Friedrich von der Osten (de) (1714-1777), administrateur de l'arrondissement d'Osten (de)
- Eduard von der Osten (de) (1804-1887), général prussien
- Friedrich Wilhelm von der Osten (de) (1721-1786), administrateur de l'arrondissement d'Osten (de)
- Friedrich Wilhelm von der Osten (de) (1842-1928), député de la chambre des seigneurs de Prusse
- Friedrich Wilhelm Alexander von Tschammer und Osten (1737-1809), général prussien
- George Julius Felix von der Osten (de) (1745-1824), administrateur de l'arrondissement d'Osten (de)
- Gerhard von der Osten (1834-1921), général prussien
- Hans Henning von der Osten (1899-1960), archéologue allemand
- Jakob Friedrich von der Osten (de) (1717-1796), général danois
- Julius von der Osten (de) (1808-1878), député du Reichstag
- Julius Rudolf von der Osten (de) (1801-1861), administrateur de l'arrondissement de Pyritz
- Leopold von der Osten (de) (1788-1853), général prussien
- Leopold von der Osten (de) (1809-1887), administrateur de l'arrondissement de Regenwalde (de)
- Leopold von der Osten (de) (1841-1916), député de la chambre des seigneurs de Prusse
- Ludwig von der Osten (de) (1710-1756), général saxon
- Oskar von der Osten-Warnitz (de) (1862-1942), administrateur de l'arrondissement de Königsberg-en-Nouvelle-Marche (de), président de la chambre des représentants de Prusse
- Otto von der Osten (de) (1772-1841), général prussien
- Valentin Bodo von der Osten (de) (1699-1757), colonel prussien
- Wedig von der Osten (de) (1859-1923), député de la chambre des seigneurs de Prusse
- Wilhelm von der Osten (de) (1824-1895), général prussien

### Von der Osten-Sacken

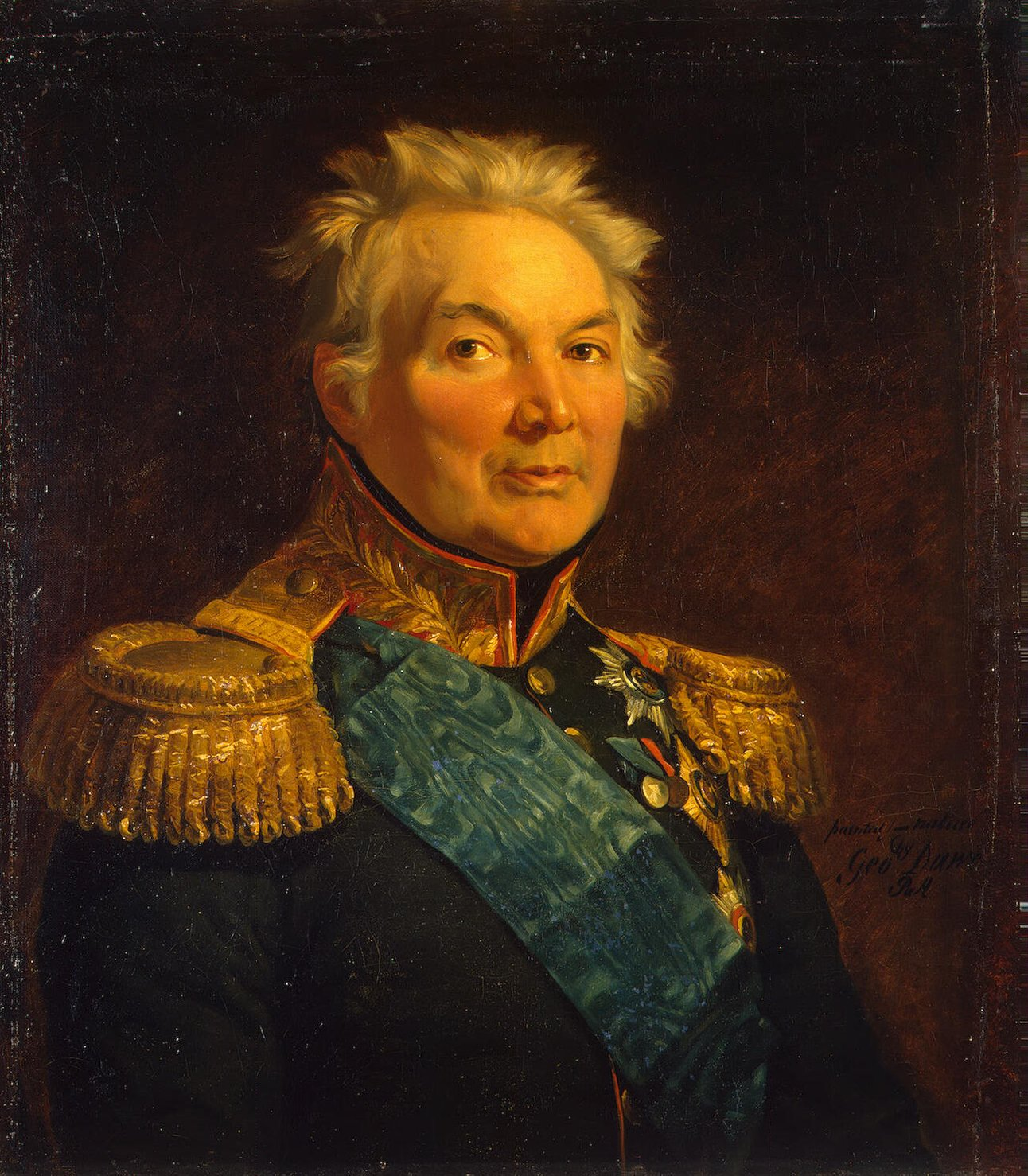
Portrait du prince Fabian von der Osten-Sacken

- Carl von der Osten-Sacken (de) (1725-1794), ministre du cabinet du roi de Saxe et diplomate, élevé au titre de comte du Saint-Empire en 1762, par l'empereur François Ier, puis au titre de prince par Frédéric-Guillaume II de Prusse en 1786
- Carl Robert von der Osten-Sacken (1828-1906), entomologiste et diplomate de l'Empire russe
- Christian Friedrich Wilhelm von der Osten (de) (1741-1793), administrateur de l'arrondissement de Deutsch Krone
- Princesse Christiane von der Osten-Sacken (de) (1733-1811), grâce à ses premières entreprises capitalistiques, devient l'une des femmes de Prusse les plus riches de son époque
- Dimitri von der Osten-Sacken (1789-1881), fils d'Ulrich von der Osten-Sacken (1748-1807), général de l'armée impériale russe, reçoit le titre de comte de Nicolas Ier de Russie
- Fabian Gottlieb von der Osten-Sacken (1752-1837), général et feldmarschall de l'armée impériale russe, élevé au titre de prince en 1832 par l'empereur Nicolas Ier
- Johann Reinhold von der Osten-Sacken (1755-1788), capitaine de la flotte impériale russe, héros de la guerre russo-turque de 1787-1792
- Karl Magnus von der Osten-Sacken (1733-1808), ambassadeur de Russie au Danemark, reçoit le titre de comte en 1797 par Paul Ier de Russie, titre transmis à ses neveux
- Leo von der Osten-Sacken (de) (1811-1895), général prussien
- Maria von der Osten-Sacken (de) (1901-1985), femme de lettres allemande
- Nikolaï von der Osten-Sacken (1831-1912), ambassadeur de Russie à Berlin, fils du général-comte Dimitri von der Osten-Sacken (1793-1881)
- Nikolaï von der Osten-Sacken (1880-1948), neveu du précédent, colonel des hussards de la garde impériale russe
- Paul von der Osten-Sacken (de) (1880-1934), historien
- Peter von der Osten-Sacken (de) (1909-2008) astronome et physicien allemand
- Baron Reinhold Friedrich von der Osten-Sacken (de) (1832-1916) (en russe : Fiodor Romanovitch Osten-Sacken), de la branche de l'île d'Ösel, explorateur et haut fonctionnaire
- Werner von der Osten-Sacken (de) (1821-1889), général prussien
- Wilhelm von der Osten-Sacken (de) (1769-1846), général prussien
- Baron Wolf Von Osten-Sacken , interné au camp du Vernet (Ariége , France ) Libéré le 3 septembre 1940 sur ordre du Consul Général d' Allemagne et accueilli et pris en charge par Ernst Rôchling , Industriel allemand installé à Paris .( *)source: correspondances)

## Domaines
- Château de Kirna